# الزراعة في ناميبيا
الزراعة في ناميبيا، تعتبر الزراعة واحدة من أهم القطاعات في دولة ناميبيا في إفريقيا، ويعتمد غالبية سكان ناميبيا على القطاع الزراعي في معيشتهم. 

## الناتج المحلي
تساهم الزراعة في ناميبيا بحوالي 5% من الناتج المحلي الإجمالي الوطني، على الرغم من أن 25% إلى 40% من سكان ناميبيا يعتمدون على زراعة الكفاف والرعي، وتشمل المنتجات الأولية ومنتجات الماشية واللحوم وزراعة المحاصيل والغابات.

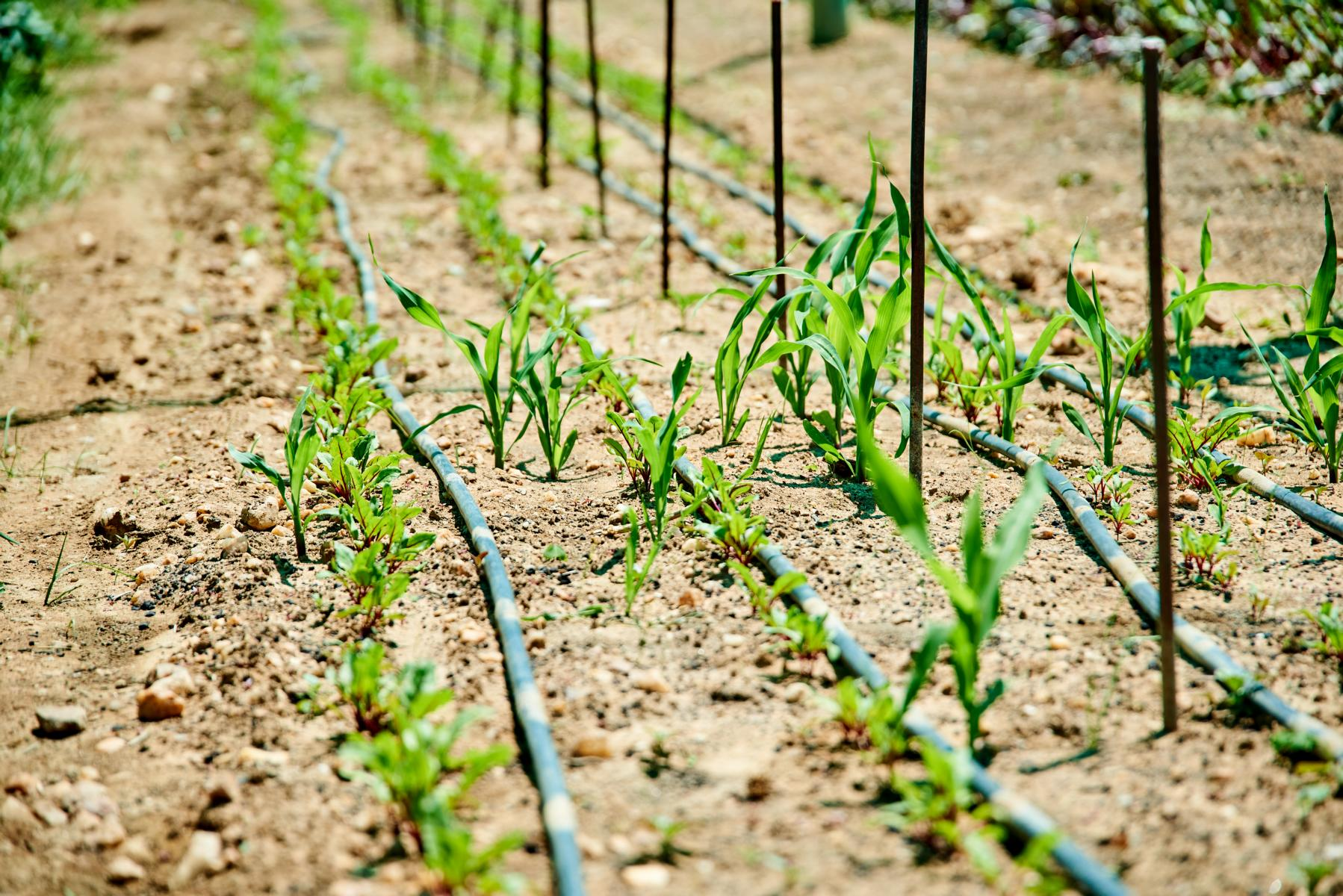
الزراعة المروية في ناميبيا

تتلقى 2% فقط من أراضي ناميبيا أمطاراً كافية لزراعة المحاصيل، نظرًا لقلة أنهار المياه الدائمة، فإن الري ممكن فقط في وديان الأنهار الحدودية: أورانجي، وكونيني وأوكافانجو.
تشكل تربية الماشية حوالي ثلثي الإنتاج الزراعي، بينما تشكل زراعة المحاصيل والغابات الثلث المتبقي من الإنتاج.

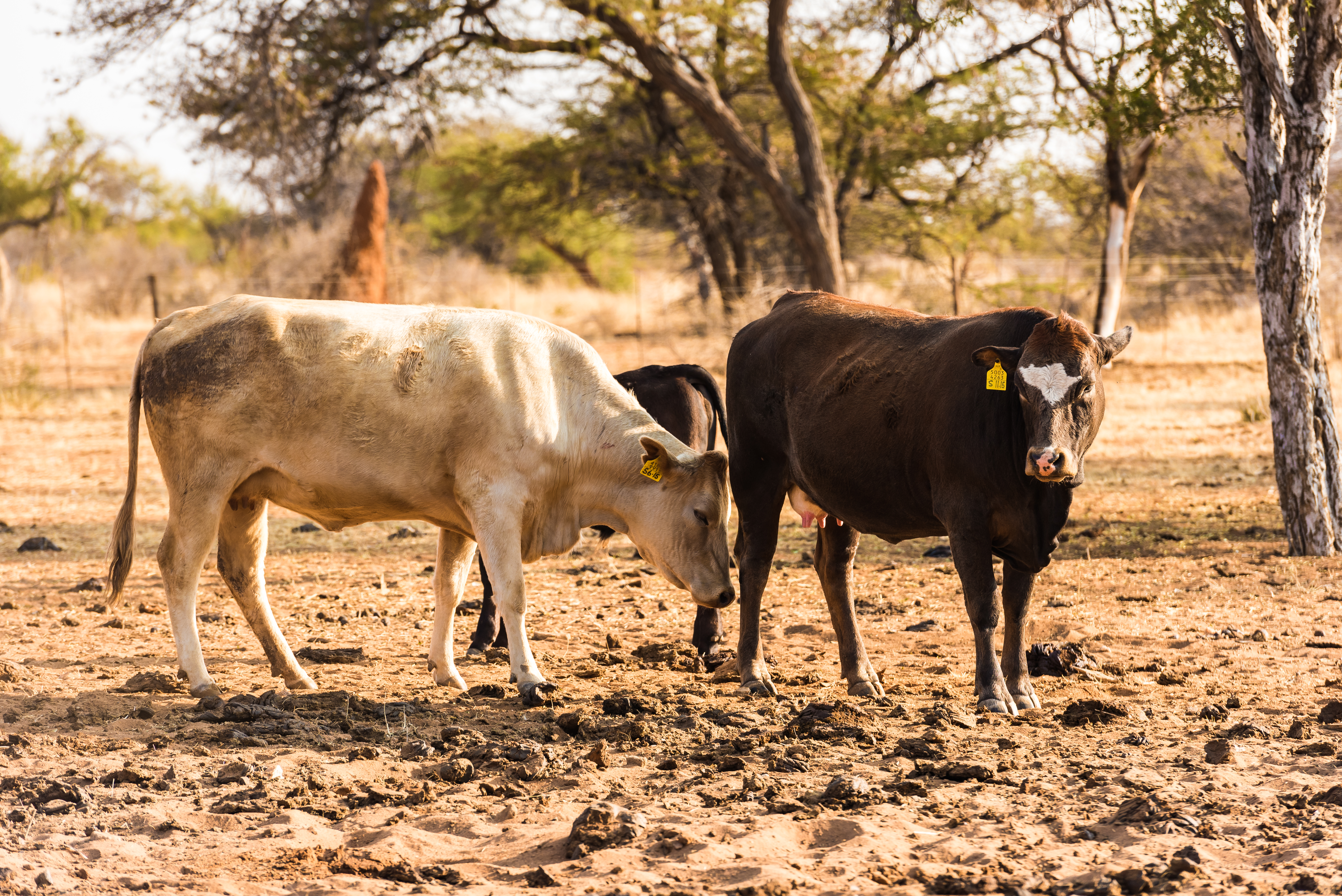
ماشية بمزرعة في ناميبيا

ناميبيا هي الدولة الأكثر جفافاً جنوب الصحراء الكبرى مع انخفاض متوسط هطول الأمطار وتقلب الطقس الشديد، والجفاف ونقص المياه تواجه تحد دائم في معظم أنحاء البلاد.

## الوصف
على الرغم من أن الزراعة في ناميبيا ساهمت بما يتراوح بين 5٪ و 6٪ من الناتج المحلي الإجمالي من عام 2004 إلى عام 2009، فإن نسبة كبيرة من سكان ناميبيا تعتمد على الأنشطة الزراعية لكسب العيش.
شكلت المنتجات الحيوانية والحيوانات الحية وصادرات المحاصيل ما يقرب من 10.7٪ من إجمالي الصادرات الناميبية. 

## الزراعة التجارية
القطاع التجاري يهيمن عليه الناميبيون البيض (White Namibians) إلى حد كبير، تتكون الزراعة في المقام الأول من تربية الماشية، في عام 2010 كان هناك حوالي 4000 مزرعة تجارية في ناميبيا، 3000 منها مملوكة للناميبيون البيض.
تربية الماشية هي السائدة في المناطق الوسطى والشمالية، بينما تتركز تربية الأغنام والماعز في المناطق الجنوبية الأكثر جفافًا. 
تزرع المحاصيل الرئيسية هي الدخن والذرة الرفيعة والذرة والفول السوداني.
تزرع أشجار العنب في الغالب على طول نهر أورانج في جنوب البلاد القاحل، ويعتبر عنب المائدة محصولًا تجاريًا، وفي الموسم يتم تشغيل عدد كبير من الأيدي العاملة.
يتم إنتاج الذرة البيضاء التي تعتمد على مياه الأمطار من قبل المزارعين بشكل أساسي في منطقة تسوميب وأوتافي وغروتفونتين.

## التحديات التي تواجه القطاع الزراعي في ناميبيا

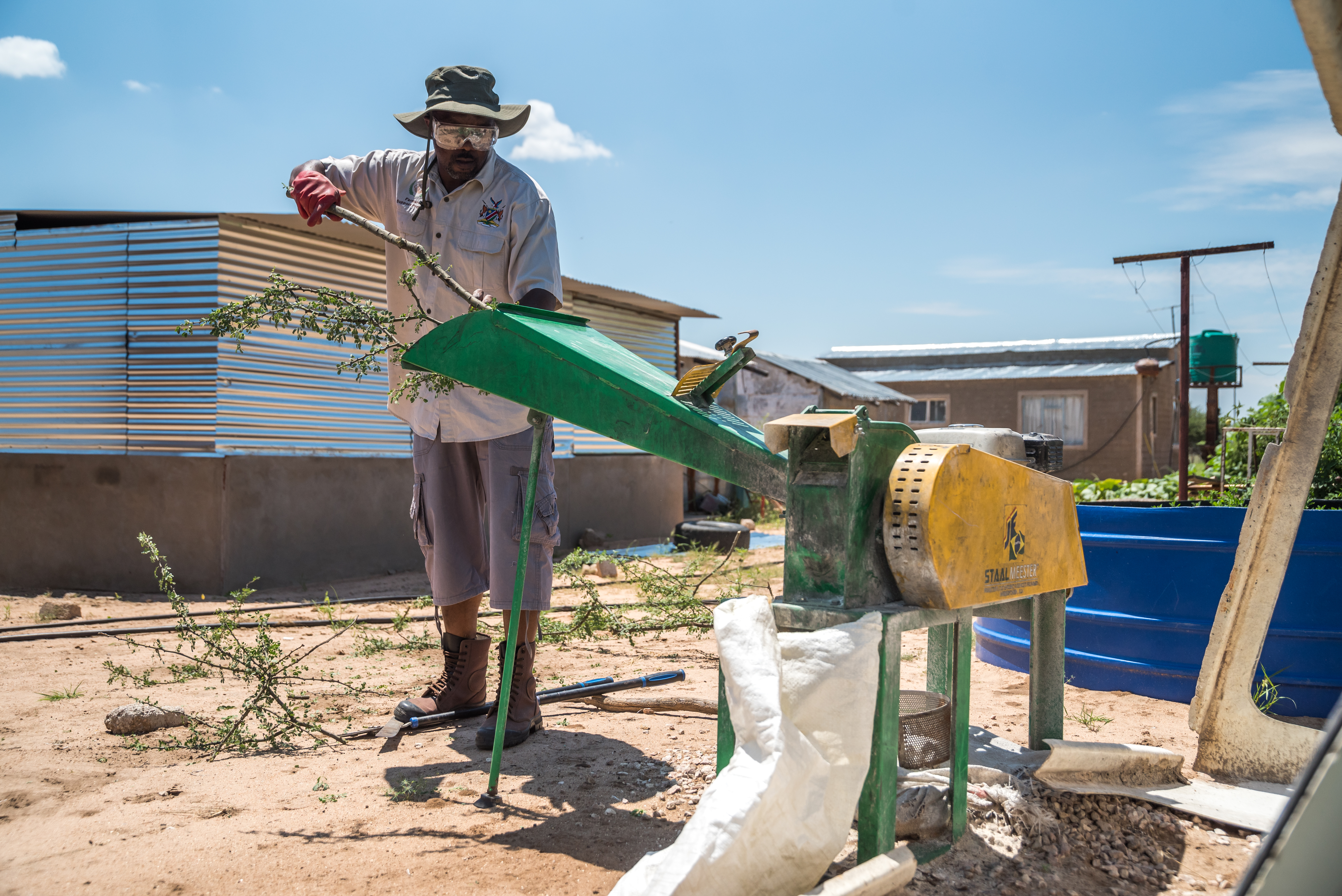
مزارع يطحن علف للحيوانات في ناميبيا

إحدى التحديات التي تواجه الزراعة في ناميبيا هي  ارتفاع درجات الحرارة المرتفعة والجفاف المتكرر، والذي جعل الزراعة التقليدية غير مجدية بشكل متزايد في ناميبيا. وُصف الجفاف في عام 2019 بأنه الأسوأ في السنوات التسعين الماضية في البلاد.
زيادة كثافة الغابات وأنواع الشجيرات والأدغال الأصلية على حساب العشب، وقد تطور إلى تهديد كبير للزراعة في ناميبيا على مدى العقود الماضية.
تغير المناخ أدى إلى انخفاض إنتاجية الأراضي الزراعية.